# Critomolgus virgulariae
Critomolgus virgulariae is een eenoogkreeftjessoort uit de familie van de Rhynchomolgidae. De wetenschappelijke naam van de soort is voor het eerst geldig gepubliceerd in 1978 door Humes.